# Тагиш
Тагиш (на английски: Tagish) е северноамериканско индианско племе, което първоначално контролира територия от 4000 км2 на Юконското плато, главно около изворите на река Юкон в северна Британска Колумбия и южен Юкон. На север и североизток територията им достига до езерото Марш и река Теслин, на юг до езерото Атлин и на запад до изворите на река Уотсън.
През 19 век населението им е концентрирано около езерата Марш и Тагиш. След завършването на железопътната линия до Уайтхорс, по-голямата част от племето, заедно с някои тлингит се преместват да живеят за постоянно в Каркрос и впоследствие стават известни и под името Индианците Каркрос. Днес, в началото на 21 век потомците на тагиш живеят в Каркрос, Тагиш и Уайтхорс. Каркрос – Тагиш първа нация е част от Племенния съвет тлингит.

## Език
Първоначално племето говори диалект на езика Тагиш – Талтан – Кашка, класифициран към Атабаското езиково семейство. По-късно през 19 век те силно се смесват с тлингит и възприемат техния език. Днес повечето хора от племето говорят английски. Последният, който владее езика тагиш умира през 1991 г.

## Култура
Тагиш са предимно горски ловци и риболовци. По време на мащабната търговия с кожи, тагиш увеличават многократно лова и са принудени да търсят нови ловни територии във вътрешността, както и да увеличат търговията си с тлингит по крайбрежието. В резултат на тази търговия културата, начин на живот и обичаи на тагиш претърпяват значителни промени. От тлингит възприемат класовото разделение на обществото, церемонията потлач, майчината кланова система и големите дървени домове, украсени с тотеми. Тагиш имат 6 майчини клана разделени между двете основни разделения – Вълк (два клана) и Врана (четири клана).
Преди контакта с белите използват дрехи от еленова кожа и кожуси от кожите на планински овце през зимата. И двата пола са носили обикновено мокасини и дълги ризи богато украсени с бродерия. По-късно през 19 век започват да копират тлингитското облекло.

## История
Първите бели мъже, които ги срещат са няколко златотърсачи, които прекосяват крайбрежните проходи и навлизат в територията им. Това става в последната четвърт на 19 век. Контактите между белите и тагиш зачестяват по време на златната треска в Клондайк (1898 – 1899). До 1900 г. повече от 40 000 златотърсачи кръстосват територията им. След тази година и завършването на железопътната линия до Уайтхорс, повечето тагиш се установяват трайно в Каркрос като продължават да работят като наемни работници по Чилкутската пътека. През 20 век населението е заето в сферата на услугите, здравеопазването и други. През 1995 г. племето се присъединява към Съвета на първите нации на Юкон, чиято мисия е да създаде правителство на Юконските първи нации, което да съществува съвместно с териториалното и федералното правителства.